# Stiff Upper Lip World Tour
Stiff Upper Lip World Tour – czternasta trasa koncertowa grupy muzycznej AC/DC, w jej trakcie odbyło się 138 koncertów.

## Program koncertów
1. „Stiff Upper Lip”
2. „You Shook Me All Night Long”
3. „Problem Child” lub „Shot Down in Flames”
4. „Thunderstruck”
5. „Hell Ain’t a Bad Place to Be”
6. „Hard as a Rock”
7. „Shoot to Thrill”
8. „Rock And Roll Ain’t Noise Pollution”
9. „Safe in  New York City” lub „Sin City” lub „What Do You Do For Money Honey”
10. „Bad Boy Boogie”
11. „Hells Bells”
12. „Meltdown” lub „Get It Hot” lub „Satellite Blues” lub „Up to My Neck in You”
13. „The Jack”
14. „Back In Black”
15. „Dirty Deeds Done in Cheap”
16. „Highway To Hell”
17. „Whole Lotta Rosie”
18. „Let There Be Rock"

Bisy:
1. „T.N.T.”
2. „For Those About to Rock"

Dodatkowe utwory:
1. „Shot Down in Flames”
2. „Ride On” (Paryż, 22 czerwca 2001)
3. „Gone Shootin'” (Kolonia, 8 lipca 2001)

## Lista koncertów
1. 1 sierpnia 2000 – Grand Rapids, Michigan, USA – Van Andel Arena
2. 3 sierpnia 2000 – Auburn Hills, Michigan, USA – The Palace of Auburn Hills
3. 4 sierpnia 2000 – Cleveland, Ohio, USA – Quicken Loans Arena
4. 6 sierpnia 2000 – Pittsburgh, Pensylwania, USA – Pittsburgh Civic Arena
5. 8 sierpnia 2000 – Boston, Massachusetts, USA – TD Garden
6. 10 sierpnia 2000 – Toronto, Kanada – Scotiabank Arena
7. 11 sierpnia 2000 – Toronto, Kanada – Scotiabank Arena
8. 12 sierpnia 2000 – Ottawa, Kanada – Canadian Tire Centre
9. 14 sierpnia 2000 – Quebec, Kanada – Colisée Pepsi
10. 15 sierpnia 2000 – Montreal, Kanada – Bell Centre
11. 17 sierpnia 2000 – Atlanta, Georgia, USA – Phillips Arena
12. 20 sierpnia 2000 – Filadelfia, Pensylwania, USA – Wells Fargo Center
13. 22 sierpnia 2000 – Wilkes-Barre, Pensylwania, USA – First Union Civic Arena
14. 24 sierpnia 2000 – East Rutherford, New Jersey, USA – Meadowlands Arena
15. 25 sierpnia 2000 – Nowy Jork, USA – Madison Square Garden
16. 27 sierpnia 2000 – Indianapolis, Indiana, USA – Bankers Life Fieldhouse
17. 29 sierpnia 2000 – Cincinnati, Ohio, USA – U.S. Bank Arena
18. 30 sierpnia 2000 – Milwaukee, Wisconsin, USA – Bradley Center
19. 31 sierpnia 2000 – Tinley Park, Illinois, USA – New World Music Theatre
20. 2 września 2000 – Minneapolis, Minnesota, USA – Target Center
21. 3 września 2000 – Kansas City, Missouri, USA – Kemper Arena
22. 5 września 2000 – St. Louis, Missouri, USA – Kiel Center
23. 7 września 2000 – Dallas, Teksas, USA – Reunion Arena
24. 9 września 2000 – Biloxi, Missisipi, USA – Mississippi Coast Coliseum
25. 11 września 2000 – San Antonio, Teksas, USA – Alamodome
26. 13 września 2000 – Phoenix, Arizona, USA – Talking Stick Resort Arena
27. 14 września 2000 – Paradise, Nevada, USA – Thomas & Mack Center
28. 16 września 2000 – San Bernardino, Kalifornia, USA – Glen Helen Amphitheater
29. 17 września 2000 – San Diego, Kalifornia, USA – San Diego Sports Arena
30. 19 września 2000 – San Jose, Kalifornia, USA – SAP Center
31. 20 września 2000 – Oakland, Kalifornia, USA – Oracle Arena
32. 22 września 2000 – Sacramento, Kalifornia, USA – Sleep Train Arena
33. 14 października 2000 – Gandawa, Belgia – Flanders Sports Arena
34. 15 października 2000 – Metz, Francja – Galaxie Amnéville
35. 18 października 2000 – Stuttgart, Niemcy – Schleyerhalle
36. 19 października 2000 – Stuttgart, Niemcy – Schleyerhalle
37. 21 października 2000 – Monachium, Niemcy – Olympiahalle
38. 22 października 2000 – Monachium, Niemcy – Olympiahalle
39. 24 października 2000 – Frankfurt, Niemcy – Festhalle Frankfurt
40. 25 października 2000 – Frankfurt, Niemcy – Festhalle Frankfurt
41. 28 października 2000 – Oberhausen, Niemcy – Oberhausen Arena
42. 29 października 2000 – Kolonia, Niemcy – Kölnarena
43. 31 października 2000 – Paryż, Francja – Palais Omnisports de Paris-Bercy
44. 1 listopada 2000 – Paryż, Francja – Palais Omnisports de Paris-Bercy
45. 3 listopada 2000 – Oslo, Norwegia – Oslo Spektrum
46. 4 listopada 2000 – Göteborg, Szwecja – Scandinavium
47. 5 listopada 2000 – Sztokholm, Szwecja – Ericsson Globen
48. 7 listopada 2000 – Helsinki, Finlandia – Hartwall Arena
49. 8 listopada 2000 – Turku, Finlandia – Elysee Arena
50. 11 listopada 2000 – Lipsk, Niemcy – Messehalle
51. 12 listopada 2000 – Lipsk, Niemcy – Messehalle
52. 13 listopada 2000 – Utrecht, Holandia – Prins Van Oranjehal
53. 15 listopada 2000 – Kolonia, Niemcy – Kölnarena
54. 16 listopada 2000 – Hanower, Niemcy – Preussag Arena
55. 18 listopada 2000 – Zurych, Szwajcaria – Hallenstadion
56. 19 listopada 2000 – Zurych, Szwajcaria – Hallenstadion
57. 21 listopada 2000 – Wiedeń, Austria – Wiener Stadthalle
58. 22 listopada 2000 – Wiedeń, Austria – Wiener Stadthalle
59. 24 listopada 2000 – Dortmund, Niemcy – Westfalenhalle
60. 25 listopada 2000 – Riesa, Niemcy – WS Arena
61. 28 listopada 2000 – Birmingham, Anglia – National Exhibition Centre
62. 30 listopada 2000 – Sheffield, Anglia – Sheffield Arena
63. 1 grudnia 2000 – Manchester, Anglia – Manchester Arena
64. 2 grudnia 2000 – Glasgow, Szkocja – Scottish Exhibiton and Conference Centre
65. 4 grudnia 2000 – Londyn, Anglia – Wembley Arena
66. 5 grudnia 2000 – Londyn, Anglia – Wembley Arena
67. 10 grudnia 2000 – Madryt, Hiszpania – Palacio de los Deportes de la Communidad de Madrid
68. 11 grudnia 2000 – Madryt, Hiszpania – Palacio de los Deportes de la Communidad de Madrid
69. 12 grudnia 2000 – Madryt, Hiszpania – Palacio de los Deportes de la Communidad de Madrid
70. 14 grudnia 2000 – Barcelona, Hiszpania – Palau Sant Jordi
71. 19 stycznia 2001 – Perth, Australia – Burswood Dome
72. 20 stycznia 2001 – Perth, Australia – Burswood Dome
73. 24 stycznia 2001 – Adelaide, Australia – Adelaide Entertainment Centre
74. 27 stycznia 2001 – Hobart, Australia – TCA Ground
75. 30 stycznia 2001 – Sydney, Australia – Sydney Entertainment Centre
76. 31 stycznia 2001 – Sydney, Australia – Sydney Entertainment Centre
77. 1 lutego 2001 – Sydney, Australia – Sydney Entertainment Centre
78. 3 lutego 2001 – Canberra, Australia – Park Wystaw
79. 5 lutego 2001 – Brisbane, Australia – Brisbane Entertainment Centre
80. 6 lutego 2001 – Brisbane, Australia – Brisbane Entertainment Centre
81. 8 lutego 2001 – Sydney, Australia – Sydney Entertainment Centre
82. 9 lutego 2001 – Sydney, Australia – Sydney Entertainment Centre
83. 11 lutego 2001 – Melbourne, Australia – Rod Laver Arena
84. 12 lutego 2001 – Melbourne, Australia – Rod Laver Arena
85. 14 lutego 2001 – Melbourne, Australia – Rod Laver Arena
86. 15 lutego 2001 – Sydney, Australia – Sydney Entertainment Centre
87. 19 lutego 2001 – Jokohama, Japonia – Yokohama Arena
88. 20 lutego 2001 – Jokohama, Japonia – Yokohama Arena
89. 23 lutego 2001 – Osaka, Japonia – Osaka Castle Hall
90. 18 marca 2001 – Sunrise, Floryda, USA – BB&T Center
91. 20 marca 2001 – Orlando, Floryda, USA – Amway Arena
92. 21 marca 2001 – Tampa, Floryda, USA – Amalie Arena
93. 23 marca 2001 – Nashville, Tennessee, USA – Bridgestone Arena
94. 24 marca 2001 – Memphis, Tennessee, USA – Pyramid Arena
95. 26 marca 2001 – North Little Rock, Arizona, USA – Alltel Arena
96. 28 marca 2001 – Greenville, Karolina Północna, USA – BI-LO Center
97. 29 marca 2001 – Greensboro, Karolina Północna, USA – Greensboro Coliseum
98. 31 marca 2001 – Charlotte, Karolina Północna, USA – Charlotte Coliseum
99. 1 kwietnia 2001 – Raleigh, Karolina Północna, USA – PNC Arena
100. 3 kwietnia 2001 – Fairborn, Ohio, USA – Nutter Center
101. 4 kwietnia 2001 – Columbus, Ohio, USA – Nationwide Arena
102. 6 kwietnia 2001 – Cleveland, Ohio, USA – Quicken Loans Arena
103. 8 kwietnia 2001 – Chicago, Illinois, USA – United Center
104. 9 kwietnia 2001 – Saint Paul, Minnesota, USA – Xcel Energy Center
105. 11 kwietnia 2001 – Denver, Kolorado, USA – Pepsi Center
106. 12 kwietnia 2001 – West Valley City, Utah, USA – E Center
107. 14 kwietnia 2001 – Inglewood, Kalifornia, USA – Kia Forum
108. 16 kwietnia 2001 – Long Beach, Kalifornia, USA – Long Beach Arena
109. 17 kwietnia 2001 – Sacramento, Kalifornia, USA – Sleep Train Arena
110. 18 kwietnia 2001 – Portland, Oregon, USA – Moda Center
111. 20 kwietnia 2001 – Tacoma, Waszyngton, USA – Tacoma Dome
112. 22 kwietnia 2001 – Vancouver, Kanada – Rogers Arena
113. 23 kwietnia 2001 – Vancouver, Kanada – Rogers Arena
114. 25 kwietnia 2001 – Edmonton, Kanada – Northlands Coliseum
115. 26 kwietnia 2001 – Calgary, Kanada – Scotiabank Saddledome
116. 28 kwietnia 2001 – Winnipeg, Kanada – Winnipeg Arena
117. 29 kwietnia 2001 – Fargo, Dakota Północna – Fargodome
118. 4 maja 2001 – Boston, Massachusetts, USA – TD Garden
119. 5 maja 2001 – Filadelfia, Pensylwania, USA – The Spectrum
120. 8 maja 2001 – Nowy Jork, Nowy Jork, USA – Madison Square Garden
121. 9 maja 2001 – Albany, Nowy Jork, USA – Times Union Center
122. 11 maja 2001 – Madison, Wisconsin, USA – Kohl Center
123. 12 maja 2001 – Detroit, Michigan, USA – Joe Louis Arena
124. 8 czerwca 2001 – Milton Keynes, Anglia – National Bowl
125. 10 czerwca 2001 – Hockenheim, Niemcy – Hockenheimrig
126. 12 czerwca 2001 – Praga, Czechy – Stadion Strahov
127. 14 czerwca 2001 – Monachium, Niemcy – Stadion Olimpijski
128. 16 czerwca 2001 – Klettwitz, Niemcy – Lausitzring
129. 17 czerwca 2001 – Hanower, Niemcy – Niedersachsenstadion
130. 20 czerwca 2001 – Zurych, Szwajcaria – Letzigrund
131. 22 czerwca 2001 – Paryż, Francja – Stade de France
132. 24 czerwca 2001 – Göteborg, Szwecja – Ullevi
133. 26 czerwca 2001 – Helsinki, Finlandia – Stadion Olimpijski
134. 29 czerwca 2001 – Norymberga, Niemcy – Frankenstadion
135. 1 lipca 2001 – Hamburg, Niemcy – Trabrennbahn Bahrenfeld
136. 4 lipca 2001 – Turyn, Włochy – Stadio delle Alpi
137. 6 lipca 2001 – Bazylea, Szwajcaria – St. Jakob-Park
138. 8 lipca 2001 – Kolonia, Niemcy – Müngersdorfer Stadion